# Cyrus Rutto
 (août 2017).
Si vous disposez d'ouvrages ou d'articles de référence ou si vous connaissez des sites web de qualité traitant du thème abordé ici, merci de compléter l'article en donnant les références utiles à sa vérifiabilité et en les liant à la section « Notes et références ».
Cyrus Rutto (né le 21 avril 1992) est un athlète kényan spécialiste des courses de fond.

## Biographie
Vainqueur des sélections kényanes en juin 2017 à Nairobi, il participe aux championnats du monde 2017 et se qualifie pour la finale du 5 000 mètres.

## Palmarès
| Date | Compétition           | Lieu    | Résultat | Épreuve | Temps          |
| ---- | --------------------- | ------- | -------- | ------- | -------------- |
| 2017 | Championnats du monde | Londres | 13e      | 5 000 m | 13 min 48 s 64 |

## Records
| Épreuve | Temps         | Lieu       | Date        |
| ------- | ------------- | ---------- | ----------- |
| 5 000 m | 13 min 3 s 44 | Somerville | 2 juin 2017 |